# Castillo de Arroyo de la Luz
El castillo de Arroyo de la Luz o de los Herrera, es una fortaleza situada en la localidad de Arroyo de la Luz, en Cáceres (España). Está construido sobre una pequeña elevación del terreno a las afueras del núcleo de población y su construcción data de finales del siglo XIV.

## Historia
El origen del castillo es una fortificación construida en el siglo XV y pasando en el siglo XVI a denominarse Casa fuerte de los Herrera. Tras su abandono como residencia en el siglo XVI comenzó su declive hasta llegar a convertirse en cementerio a mediados del siglo XIX. En 2006 se reabrió el castillo, de propiedad municipal, para acoger un festival de cine.

## Características
El cuerpo principal del castillo, al que se accede a través de una puerta de estilo gótico, tiene planta cuadrada, con muros de mampostería y sillería irregular rematados con almenas. Está rodeado por un foso y una barbacana reforzada en sus esquinas, que se encuentra en estado ruinoso en alguno de sus tramos.